# Newtown Anner House
Newtown Anner ou Newtownanner House est une demeure historique située à Clonmel dans le comté de Tipperary. Elle a été la résidence de la famille Osborne,.

## Description

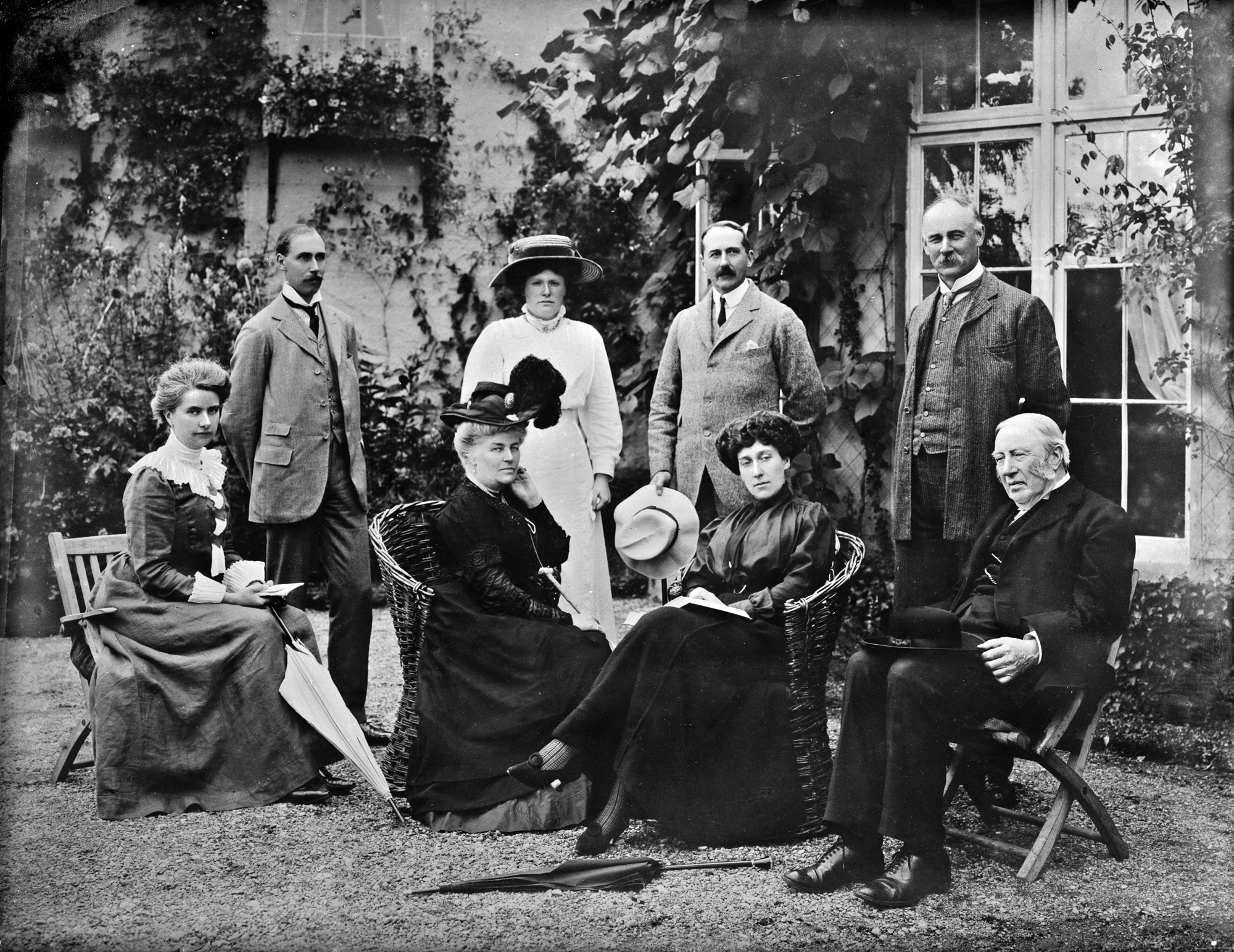
La duchesse de Saint-Albans et ses invités, probablement devant Newtown Anner House.

Newtown Anner House est une maison construite en 1829. La maison est celle de la famille Osbourne puis des duc de Saint-Albans (par Osborne Beauclerk). Les ailes de cette maison sont inhabituelles car elles sont plus hautes d'un étage que le pavillon central. Le domaine de la maison comprend un jardin clos de murs bien conservé, les ruines d'un temple et une grotte décorée de couillage.
L'illustratrice et écrivaine botanique Edith Blake (1846-1926) y est née.